# Michael Götschenberg

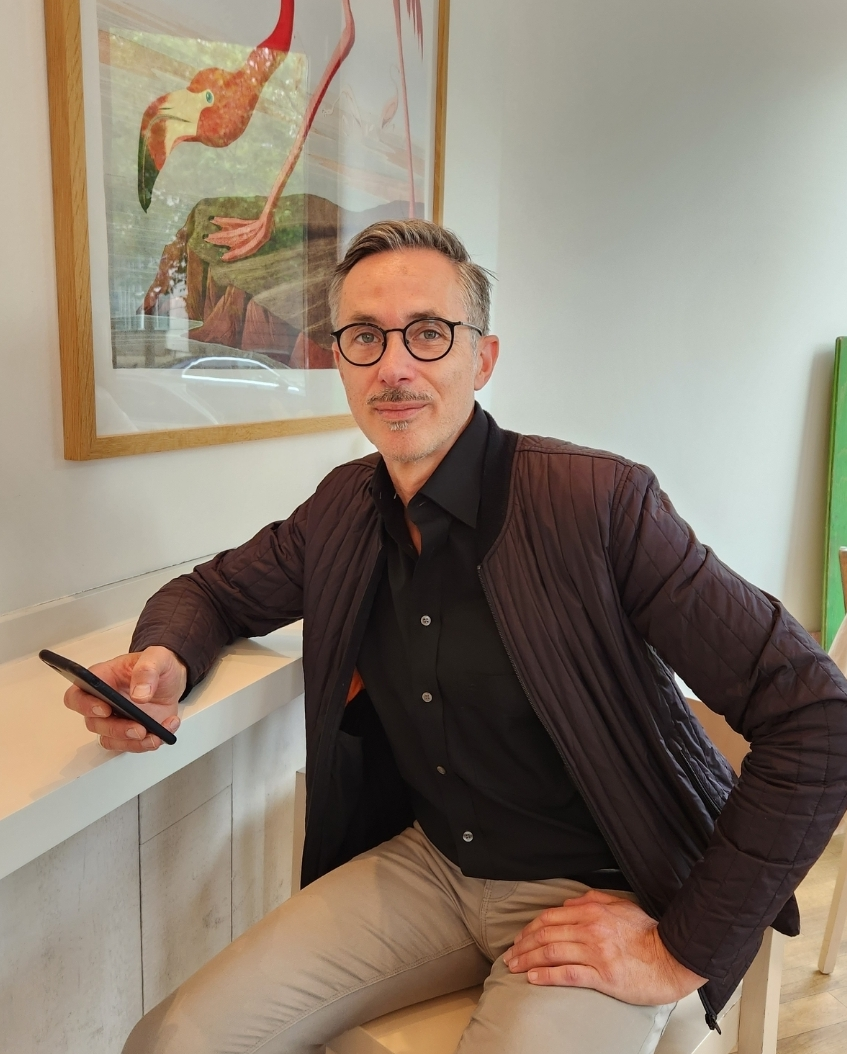
Michael Götschenberg in Berlin

Michael Götschenberg (* 1969 in Hamburg) ist ein deutscher Journalist, Autor und ARD-Experte für Terrorismus und Innere Sicherheit.

## Leben und Wirken
Götschenberg wuchs am Niederrhein auf. Als Schüler lebte er ein Jahr in den USA. Er studierte Geschichte und Politik an der Heinrich-Heine-Universität in Düsseldorf. Nach dem Studium arbeitete er ein Jahr in Moskau für verschiedene russische Medien. 1997 ging er zum MDR und arbeitete zunächst als freier Mitarbeiter bei MDR INFO. Dort wurde er als Moderator und Redakteur eingesetzt. Von 2001 bis 2003 präsentierte Götschenberg außerdem die Nachrichten im MDR-Regionalmagazin Sachsen-Anhalt heute. Als Korrespondent für den MDR-Hörfunk ging er von 2004 bis 2009 nach Brüssel, wo er über EU und NATO berichtete. Von Brüssel ging Götschenberg nach Berlin und wurde zunächst Leiter des MDR-Hauptstadtstudios, 2011 dann Leiter des gemeinsamen Hauptstadtstudios von rbb, MDR, Radio Bremen und Saarländischem Rundfunk.
Im Februar 2013 erschien Götschenbergs Buch Der böse Wulff? Die Geschichte hinter der Geschichte und die Rolle der Medien über die Amtszeit des Bundespräsidenten Christian Wulff.  Darin kritisiert Götschenberg neben Wulffs Krisenmanagement in den Wochen der „Affäre Wulff“ massiv die Rolle der Politik und der Medien. Die Politik habe sich weggeduckt und den Medien die Lösung des „Präsidentenproblems“ überlassen. Den Medien wirft Götschenberg vor, bei der Skandalisierung von Wulff im Laufe der Wochen „jedes Maß verloren“ und sich in einen „Machtkampf“ mit dem Bundespräsidenten begeben zu haben. Die Affäre habe schließlich Züge einer „öffentlichen Hinrichtung“ getragen. Ausführlich behandelt Götschenberg die Rolle der Bild bei der Skandalisierung von Wulff. In der Zeit urteilte Matthias Geis: „Michael Götschenberg hat diese mediale Front durchbrochen. Er hat sich um Objektivität bemüht, dem Ex-Präsidenten nichts erspart und doch ein Buch geschrieben, das von Fairness durchdrungen ist.“ Während des Prozesses gegen Wulff vor dem Landgericht Hannover sah Götschenberg „auch die Medien auf der Anklagebank“ und trat in verschiedenen Medien als Experte für den Fall Wulff auf. Wulff wurde 2014 von den juristischen Vorwürfen gerichtlich freigesprochen.
Seit April 2015 ist Götschenberg Experte für Terrorismus und Innere Sicherheit im ARD-Hauptstadtstudio. In dieser Eigenschaft berichtet er vor allem über islamistischen Terrorismus, Rechtsextremismus sowie über den Verfassungsschutz und den BND.
2020 erhielt Michael Götschenberg eine Nominierung für den deutschen Radiopreis in der Kategorie „Bestes Nachrichten- und Informationsprogramm“.

## Werke
- Der böse Wulff? Die Geschichte hinter der Geschichte und die Rolle der Medien. Plassen-Verlag, Kulmbach 2013, ISBN 978-3-86470-084-2.
- GSG 9 – Terror im Visier. Mythos und Realität einer Spezialeinheit. Econ, Berlin 2022, ISBN  978-3-430-21067-6.